# Королева Півдня
«Королева Півдня» (ісп. La Reina del Sur) — американський телесеріал 2011 року виробництва телекомпанії Telemundo. На основі однойменного роману Артуро Переса-Реверте.
З бюджетом у 10 мільйонів доларів це друга найдорожча теленовела, яку коли-небудь випускав Telemundo, перша - «Володар неба». Англомовний римейк з такою ж назвою, прем'єра якого відбулася в червні 2016 року на телеканалі USA Network в головній ролі Алісе Брага.
Серіал поновлюється на другий сезон, прем'єра якого відбулася 22 квітня 2019 року. 16 липня 2020 року Telemundo оголосив, що серіал поновлюється на третій сезон.

## Сюжет
Тереса залишає Мексику після того, як вбивають її приятеля-наркокур'єра. Влаштувавшись в Іспанії, вона прагне стати всевладним контрабандистом наркотиків і помститися за смерть свого коханця.

## Сезони
| Сезон | Епізоди | Епізоди | Оригінальний показ | Оригінальний показ | Оригінальний показ |
| Сезон | Епізоди | Епізоди | Перший показ       | Останній показ     | Мережа             |
| ----- | ------- | ------- | ------------------ | ------------------ | ------------------ |
| 1     | 63      | 63      | 28 лютого 2011     | 30 травня 2011     | Telemundo          |
| 2     | 60      | 60      | 22 квітня 2019     | 29 липня 2019      | Telemundo          |
| 3     | -       | -       | 18 жовтня 2022     | TBA                | Telemundo          |

## Російське багатоголосе та українське двоголосе закадрове озвучення
Російською та українською мовами серіал озвучено компанією «КіТ».
- Ролі озвучували (російське багатоголосе): Андрій Вільколек, Юлія Перенчук та Катерина Буцька.
- Ролі озвучували (українське двоголосе): Андрій Вільколек та Катерина Буцька.

## Версії
- США — Королева Півдня (англ. Queen of the South), 2016-2021 — американський телесеріал виробництва 20th Television і Universal Content Productions. У головних ролях Алісе Брага.